# Adolfo Berón
Adolfo Berón ( Zárate, provincia de Buenos Aires, Argentina, 
21 de diciembre de 1915 – Buenos Aires, ídem, 7 de noviembre de 1982) cuyo nombre completo era Manuel Adolfo, fue un cantor, compositor y destacado guitarrista dedicado al género de la música nativa y al tango. Sobresalió como ejecutante de guitarra, actuó como solista y acompañando a reconocidos cantantes; tanto su padre como sus cuatro hermanos menores se destacaron como artistas populares.   

## Antecedentes familiares
Nació y pasó su infancia en la ciudad de Zárate donde su madre Antonia Iglesias y su padre, el cantor, domador de caballos, compositor y guitarrista criollo Adolfo Manuel Berón se habían casado en 1913. Asistió a la escuela primaria del barrio, en un hogar donde habitualmente se realizaban tertulias con artistas locales y su padre dirigía un conjunto folclórico, por lo que la música era parte de la vida familiar de modo que fue incorporando a su vida el canto, la música y las danzas criollas inculcadas por su padre.
Era el  hijo mayor y, al igual que sus hermanos menores,  José nacido en 1918, Raúl Berón, de 1920, Rosa, de  1923 y Elba Berón, de 1927 se dedicó al canto, primero como afición y luego como profesión, estas dos últimas actuando por más de una década formando el conocido dúo Las Hermanas Berón.
Al comienzo de la década de 1950 se casó con Amalia Salminci, con quien tuvo sus tres hijos, Adolfo, Amalia y Fernando. Su esposa integraba el grupo cercano a Eva Perón y cuando se creó la fundación que llevó su nombre, se desempeñó en ella como jefa de la sección automotores y como coordinadora de su Escuela de Enfermería.

## Actividad artística
Ya habían nacido los tres hermanos mayores cuando Don Manuel consideró que para progresar en la carrera artística era imprescindible actuar con continuidad en los escenarios de Buenos Aires así como en la cada vez más extendida radiofonía, por lo que a comienzos de 1924 se trasladaron a ella en forma definitiva y allí organizó el conjunto “Los Provincianitos”, al que se fueron sumando sus hijos a medida que iban creciendo, que actuó por las emisoras Radio del Pueblo, Radio París, Radio Stentor y Radio Belgrano. Hacia fines de la década de 1920 el empresario teatral Pascual Carcavallo vio una de sus presentaciones y contrató al conjunto para una temporada en el Teatro Ópera de Buenos Aires.
A inicios de 1936, Adolfo que cantaba y tocaba la guitarra formó con su hermano José un dúo dedicado a la música nativa, con inclusión de milongas y alguno que otro tango, trabajando en  CX14 Radio El Espectador de Montevideo. Adolfo suspendió su actividad artística para cumplir con el servicio militar obligatorio por lo cual José y el otro hermano, Raúl conformaron un dúo que, acompañado por guitarras, debutó en LR6 Radio La Nación, que más adelante se llamó Radio Mitre. A fines de 1937 Raúl decidió lanzarse como cantor solista de tango y José y Adolfo se unieron de nuevo y en 1940 hicieron giras por América Latina, que se iniciaron en el Teatro Caupolicán de Santiago de Chile y prosiguieron por Perú, Ecuador, Colombia y Venezuela; en 1941 se separaron y continuaron sus carreras como solistas.
Manuel Adolfo empezó a acompañar como guitarrista a cantantes importantes como Juanita Larrauri, Chola Luna, Nelly Omar, junto a quien actuó en 1942 en la película musical Melodías de América con la dirección de Eduardo Morera y Adhelma Falcón con la que mantuvo un prolongado romance.
En una época en la cual las radios más importantes presentaban sus artistas en vivo y con numeroso público que había hecho fila durante horas para ingresar a los estudios y presenciar las audiciones, Adolfo Berón compartió presentaciones en radio con sus hermanos, formó por corto tiempo un dúo con el cantor Oscar Ferrari. A mediados de la década de 1950 Adolfo dirigió su propio conjunto de guitarras más un contrabajo con el cual realizó giras por Sudamérica con gran éxito, especialmente cuando en Colombia ejecutaba temas de Carlos Gardel. Era un ejecutante de modalidad melódica y un vibrato de gran fuerza que tuvo gran popularidad adoptando un repertorio vinculado principalmente al tango, más piezas del folklore argentino y latinoamericano, canciones populares de países hispanohablantes y temas internacionales que adaptaba especialmente para su interpretación en guitarra. Ejemplos de tales arreglos musicales fueron los del tema Candilejas de Charles Chaplin; Vienni sul mar de Aniello Califano; Ansiedad de José Enrique Sarabia; Un viejo amor de Adolfo Fernández Bustamante y Alfonso Esparza Oteo; y de El poeta lloró de Dino Ramos y Darío Castro, con cuya grabación obtuvo su segundo Disco de Oro en 1965.
El 19 de noviembre de 1967 Adolfo Berón y su esposa Amalia Salminci abrieron su propio local en la calle Entre Ríos entre San Martín y Luro, en pleno centro de Mar del Plata que llamaron La Tuerca, en el que actuaron, entre otros, artistas de la talla de Raúl Berón, Ruth Durante, Paula Gales, Roberto Goyeneche, Víctor Heredia, Amadeo Mandarino y Héctor Mauré; en 1970 el local fue declarado de interés cultural por la Municipalidad de Mar del Plata y recibió el premio a la mejor puesta de la música del tango en la temporada veraniega de 1971.
Berón trabajó en la década de 1970 en locales de Buenos Aires como El Rincón de los Artistas, La casa de Carlos Gardel y La casa de las Hermanas Berón, en los programas de televisión Sábados Circulares, de Nicolás Mancera, Grandes valores del tango, Domingos de mi ciudad y El tango del millón, que conducía Juan Carlos Mareco y en 1974 actuó en Radio El Mundo en su propio programa que, realizado en estudio de la emisora con la presencia público, se transmitía en vivo a todo el país.
El 25 de mayo de 1973 actuó en Buenos Aires junto a otros artistas como Nelly Omar, Virginia Luque y Hugo Marcel  en el espectáculo que se realizó en un escenario junto al Obelisco en celebración de la asunción al cargo del presidente Héctor José Cámpora y en enero de  1975 lo hizo dirigiendo su conjunto de cuerdas en el Festival Nacional de Cosquín.

## Grabaciones
Realizó veinte discos de larga duración, logró su primer Disco de Oro por El abrojito, tango de Jesús Fernández Blanco y Luis Bernstein, y el segundo en 1965 por El poeta lloró de Dino Ramos y Darío Castro, con cuya grabación obtuvo su segundo Disco de Oro en 1965. En 1972, grabó en guitarra la marcha Los muchachos peronistas con la voz de Carlos Acuña a la que se agregaron las de Lorenzo Miguel y José Rucci, y en 1982 hizo su última producción discográfica, que fueron 14 piezas en tiempo de vals para la discográfica EMI – Odeón, que incluían Amémonos, Ansiedad, La flor de la canela y La pulpera de Santa Lucía, que fue reeditado en 3 ocasiones y distribuido en Latinoamérica y Japón.

## Composiciones
Compuso principalmente obras de tango y de folklore, la mayoría de ellas en colaboración con el pianista Vicente Demarco, y se recuerdan especialmente las milongas A Don Manuel, Barullo, Paciencia será otra vez y Paso a paso”; la zamba Mi lazo; los valses  Bendito amor y Estrellita feliz y los tangos Cuatro notas a Gardel y Tango es azul.

## Valoración
Buen guitarrista, de digitación clara y precisa, su estilo de ejecución  era dulce, apacible, cálida, sin virtuosismos efectistas ni pretensiones vanguardistas. Llegada al gran público y se decía que hacía hablar a su guitarra –que tocaba sin púas-, permitiendo el particular lucimiento de su instrumento en fraseos sostenidos y vibratos abiertos, con incisivos punteos en las cuerdas agudas y con hondos bordoneos a través de las graves.
Tocaba en el escenario como si estuviera en la intimidad, como aproximándose a cada uno de los presentes, con el espíritu del músico de serenatas y la calidez de un diálogo personal que fuerza a evocar recuerdos, nostalgias,  en la pureza de lo simple y auténtico, mereciendo que se lo  llamara “La Guitarra del Tango” y, más adelante, “La Guitarra de América Latina”.

## Obras
Entre las obras de su autoría se encuentran:
- A Don Manuel en colaboración con Vicente Demarco (1968)
- Barullo en colaboración con Vicente Demarco (1961)
- Bendito amor en colaboración con Vicente Demarco (1960)
- Cuatro notas a Gardel en colaboración con Vicente Demarco (1968)
- Estrellita feliz en colaboración con Vicente Demarco
- Mensaje de esquina en colaboración con Vicente Demarco y Nicolás Severo Girardi (1972)
- Mi lazo en colaboración con Julio Boccazzi y Moisés Goldnerg (1955)
- No me vengas con milonga en colaboración con Vicente Demarco y Nicolás Severo Girardi
- Paciencia será otra vez en colaboración con Carlos Rebeiro (1954)
- Paso a paso (1958)
- Plegaria de un querer en colaboración con María Luisa Radonde Arduino, Mario Canaro y Vicente Demardo
- Qué mentirosa en colaboración con Vicente Demarco
- Siempre amor y tango en colaboración con Vicente Demarco (1970)
- Tango es azul en colaboración con Vicente Demarco y Nicolás Severo Gerardi (1971)

## Fallecimiento
Adolfo Berón falleció el 7 de noviembre de 1982, tras ser atropellado por una motocicleta en la Avenida del Libertador de Buenos Aires y sus restos se depositaron en el panteón de Sadaic del Cementerio de La Chacarita de la misma ciudad.